# Lilà comú
El lilà comú (Syringa vulgaris) és una espècie de planta de la família Oleaceae, la mateixa que l'olivera, per bé que no s'assemblen gens. És originària dels Balcans, al sud-est d'Europa, on creix en pujols rocosos, però es cultiva com a planta ornamental per la seva bella floració en indrets de clima temperat, incloent-hi Catalunya.

## Noms comuns
Syringa vulgaris rep diversos noms comuns: arbre de Sant Josep, josepet, lilà comú, lilà blanc, lilera, lila, lilac, silà, sirimomo, sirimomo bord, sinamomo.

## Descripció
És un arbre petit o arbust gros caducifoli que assoleix 6–8 m d'alçària, usualment amb múltiples tiges rectes, produint troncs secundaris des de la base o d'arrels, amb tiges de 2 dm de diàmetre. L'escorça és grisa a gris-marró, llisa en els joves, esquerdada longitudinalment en els més vells.
Fulles simples, amb una base en forma de cor i de punta punxeguda, de 4–12 cm de llarg × 3–8 cm d'ample, amb l'anvers verd fosc i el revers blanc llanós i amb el contorn continu. 
Les flors són belles, molt fortes i fan una olor agradable. Són molt nombroses, arrendades sobre un munt de panícules verticals que es desenvolupen generalment als extrems de les branques. Flors de base tubular, corol·la de 6–10 mm de llarg amb àpexs oberts de quatre lòbuls de 5–8 mm. El color de les flors varia segons l'espècie; pot ser morat, vermell o blanc.
Creix de manera natural en zones rocoses, exposada al sol i amb menys freqüència en llocs foscos. Floreix entre abril i maig. Viu bé tant a ple sol com a l'ombra
El fruit és una càpsula seca d'1–2 cm de llarg, bruna, llisa, dividida en dos per a llançar les dues llavors alades.
Suporta períodes de calor de manera excepcional, tenint en compte que llavors caldrà efectuar regs addicionals. És molt resistent a les glaçades; pot viure en zones on anualment hi ha glaçades fortes, inferiors a -15 °C. També tolera molt bé les terres calcàries i també presenta certa tolerància a la proximitat del mar. Així mateix, suporta una certa manca d'aigua durant els mesos més secs, però amb una pluviositat anual superior als 1000 mm/any.
No és una plata autòctona dels Països Catalans, però s'adapta a tots els climes de la província de Barcelona.

## Usos
Syringa vulgaris és l'espècie més comuna del gènere i es conrea àmpliament per a ús ornamental en parcs o jardins, per a formar tanques altes, arbredes en flor i grups aïllats. Donat el gran atractiu de les seves flors oloroses, se n'utilitzen les flors tallades per a rams i gerros.
En medicina cereal, el lilà és un excel·lent tònic i un antireumàtic. Les flors del lilà són comestibles i es poden fer servir en la cuina per a preparar algunes receptes. Els pètals també serveixen en la cuina, especialment en confiteria, a causa del delicat contrast entre el color lila i el blanc de l'esmalt. L'oli essencial de les flors es fa servir per a elaborar perfums.
És una planta mel·lífera. Per 1 ha de plantació pura, les abelles poden produir al voltant de 60 kg de mel.
La fusta de l'arbust té una estructura fina que respon bé al polit. 

## Història
El lilà comú és una planta amb història: va ser cultivada pels àrabs, a Pèrsia i Turquia, i es va introduir a Occident només a partir del segle XVI des de l'Imperi Otomà. En l'actualitat es troba conreada en les zones de clima temperat de tot Europa i Amèrica.

## Cultivars
Moltes d'aquestes plantes de jardí són cultivars amb flors variant del blanc al lila fosc; algunes amb flors dobles, on els estams estan substituïts per pètals extres. La cultivar "Áurea" té un fullatge groguenc, l'"Alba" té flors blanques, etc. La majoria de les cultivars de jardí no excedeixen els 4-5 m d'alçada. Està àmpliament naturalitzada a l'oest i el nord d'Europa.

## Taxonomia
Syringa vulgaris va ser descrita per Linné i publicada a Species Plantarum 1: 9. 1753.
Etimologia
El nom científic del gènere Syringa deriva de syrinx, un tub o pipa que es refereix al forat de les branques d'algunes espècies. Vulgaris és un epítet llatí que significa "comú".

## Galeria

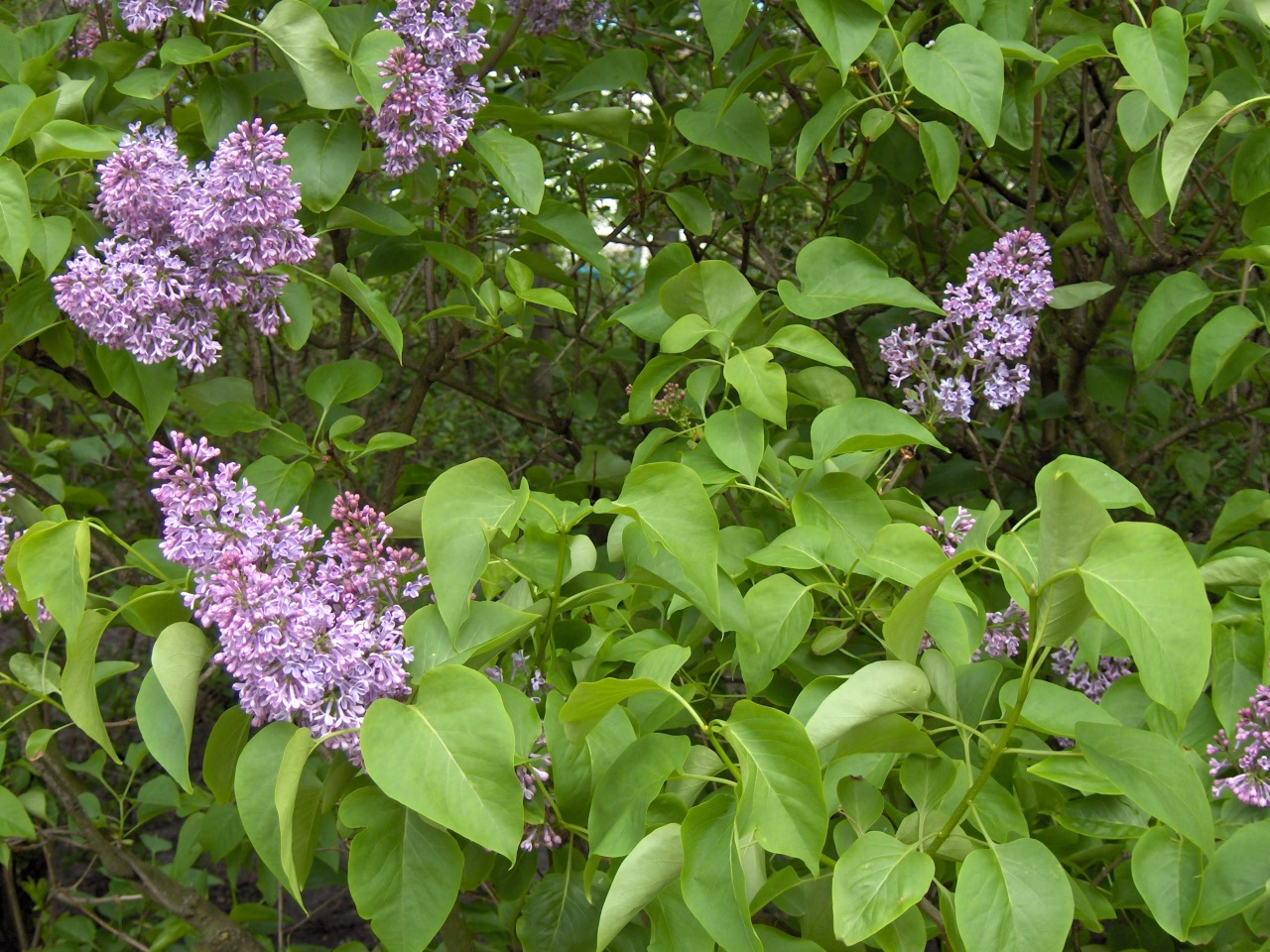
Flors i fulles
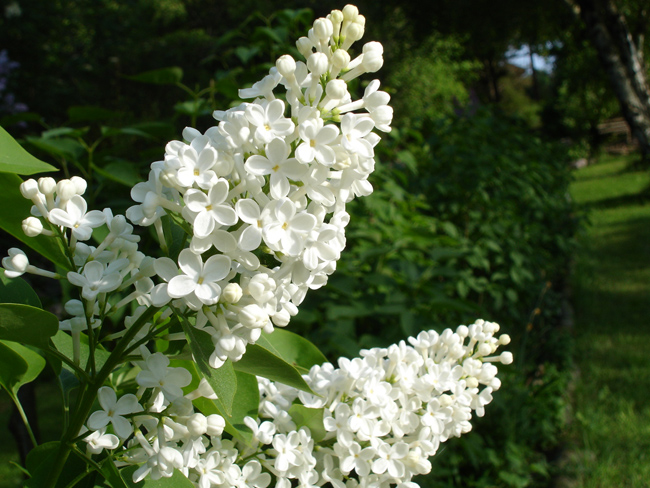
Syringa vulgaris 'Alba'
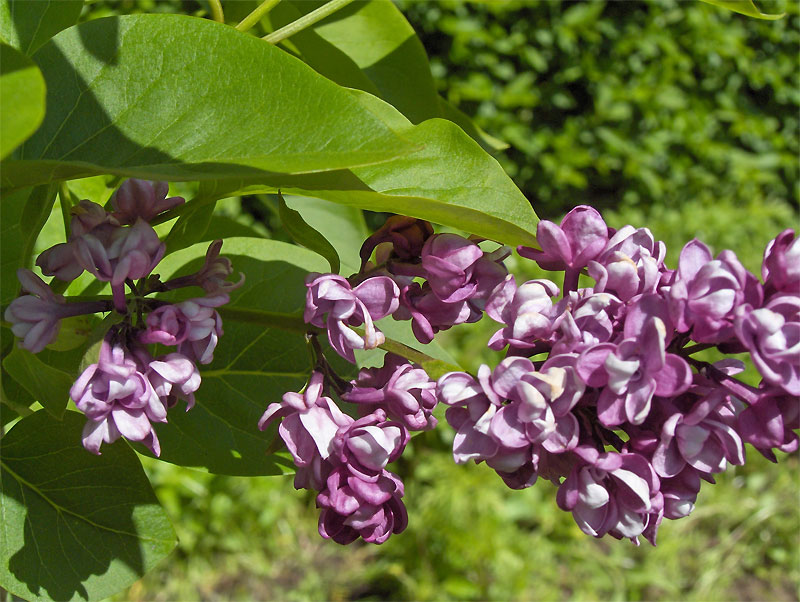
Syringa vulgaris 'Charles Joly'
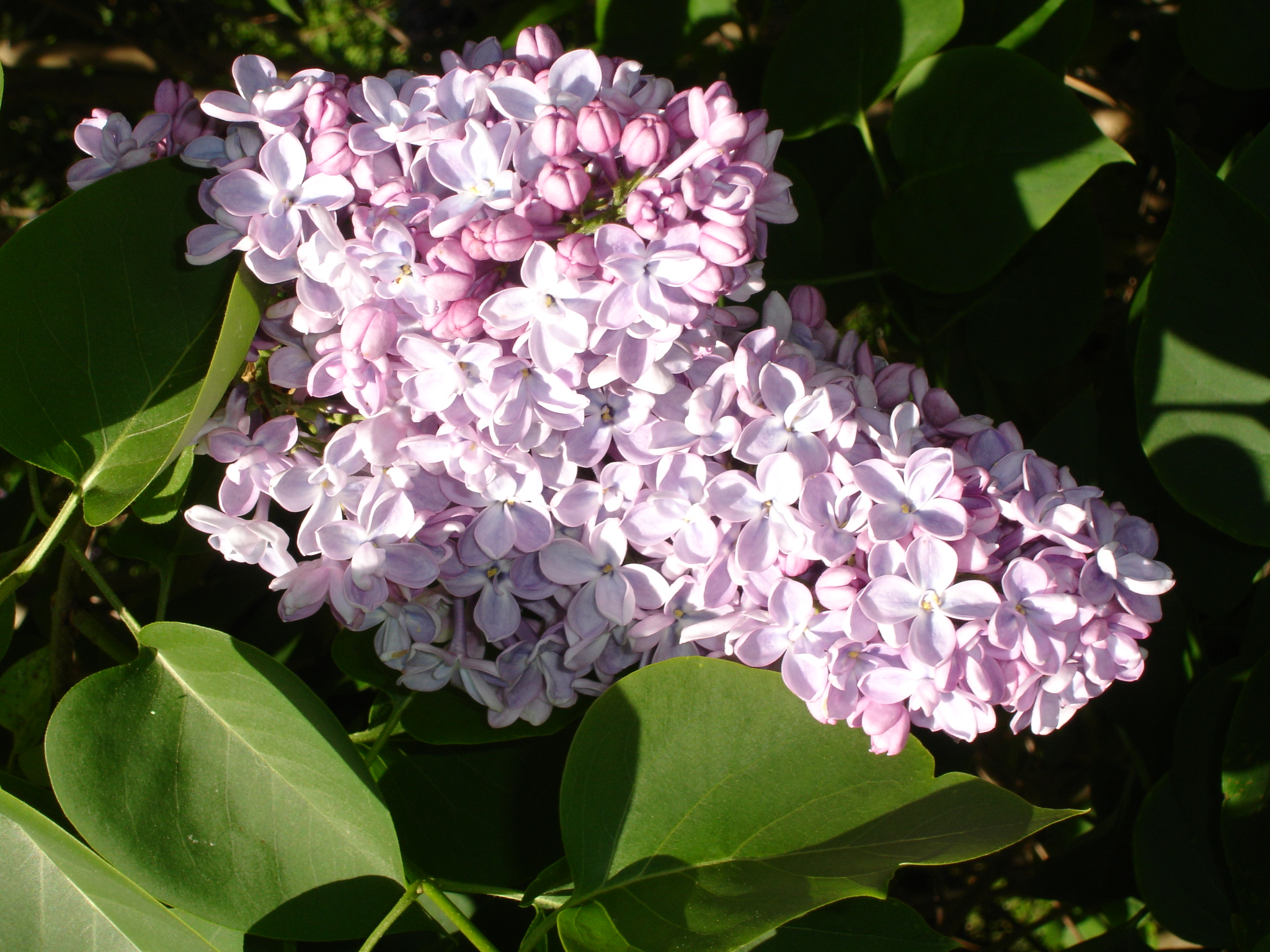
Syringa vulgaris 'Corondel'
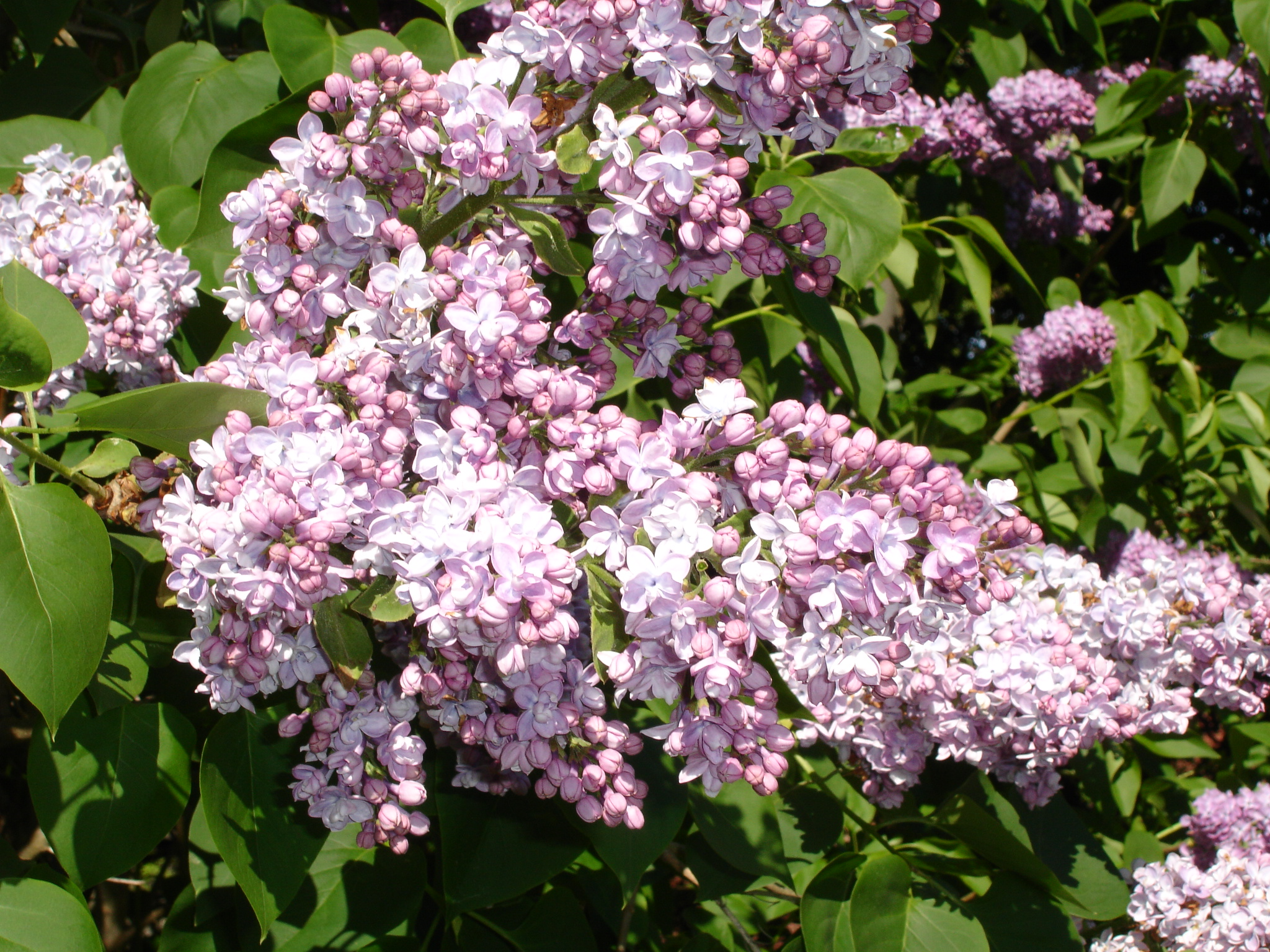
Syringa vulgaris 'Etna'
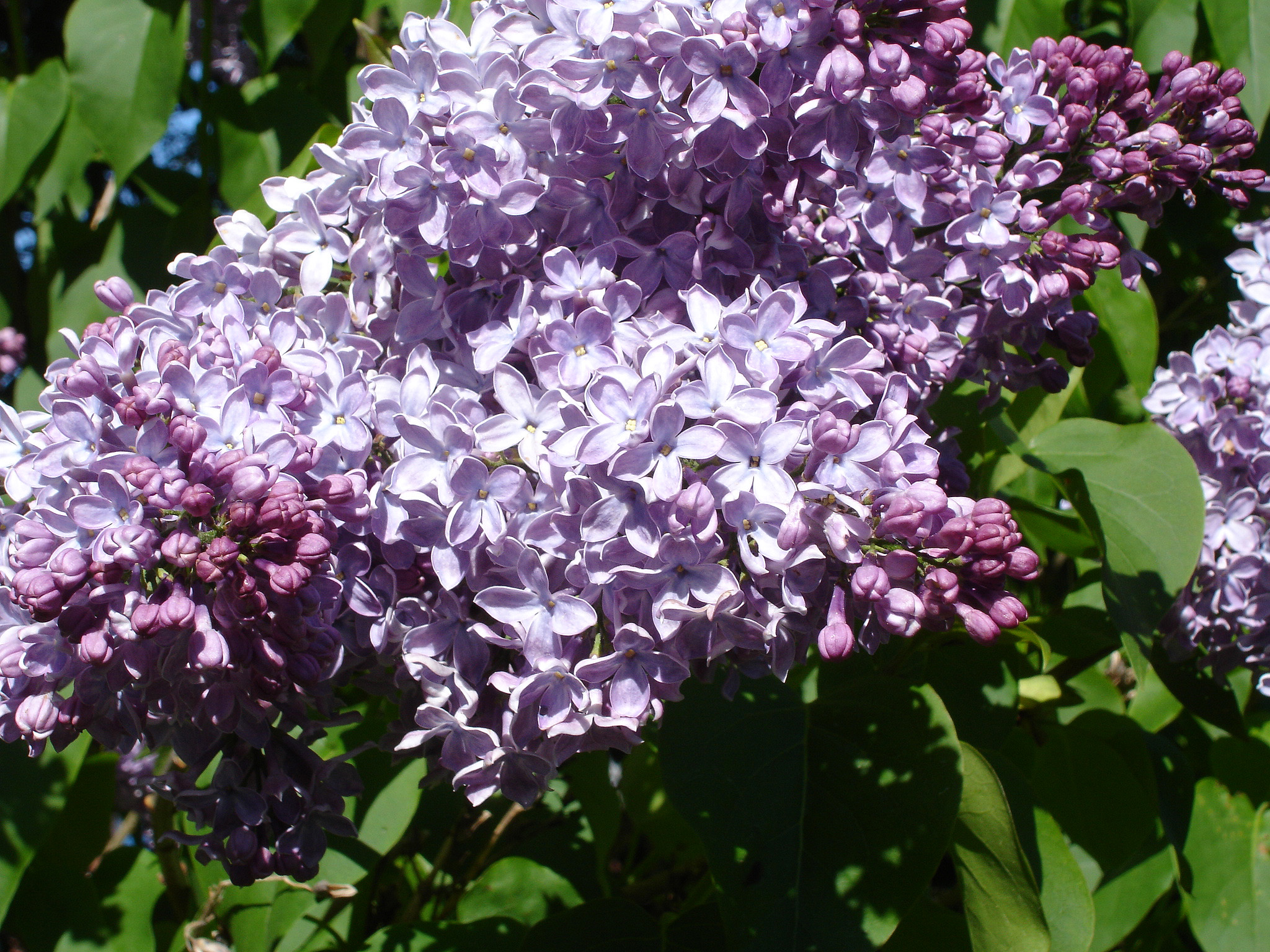
Syringa vulgaris 'Mme. Francisque Morel'
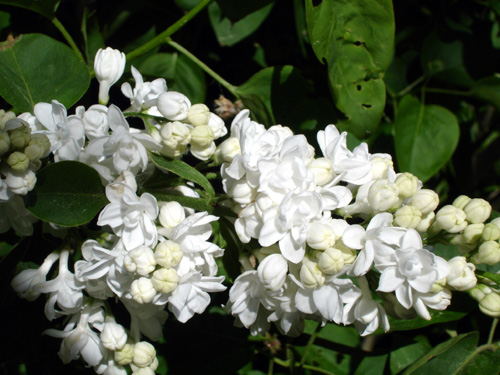
Syringa vulgaris 'Maréchal Foch'
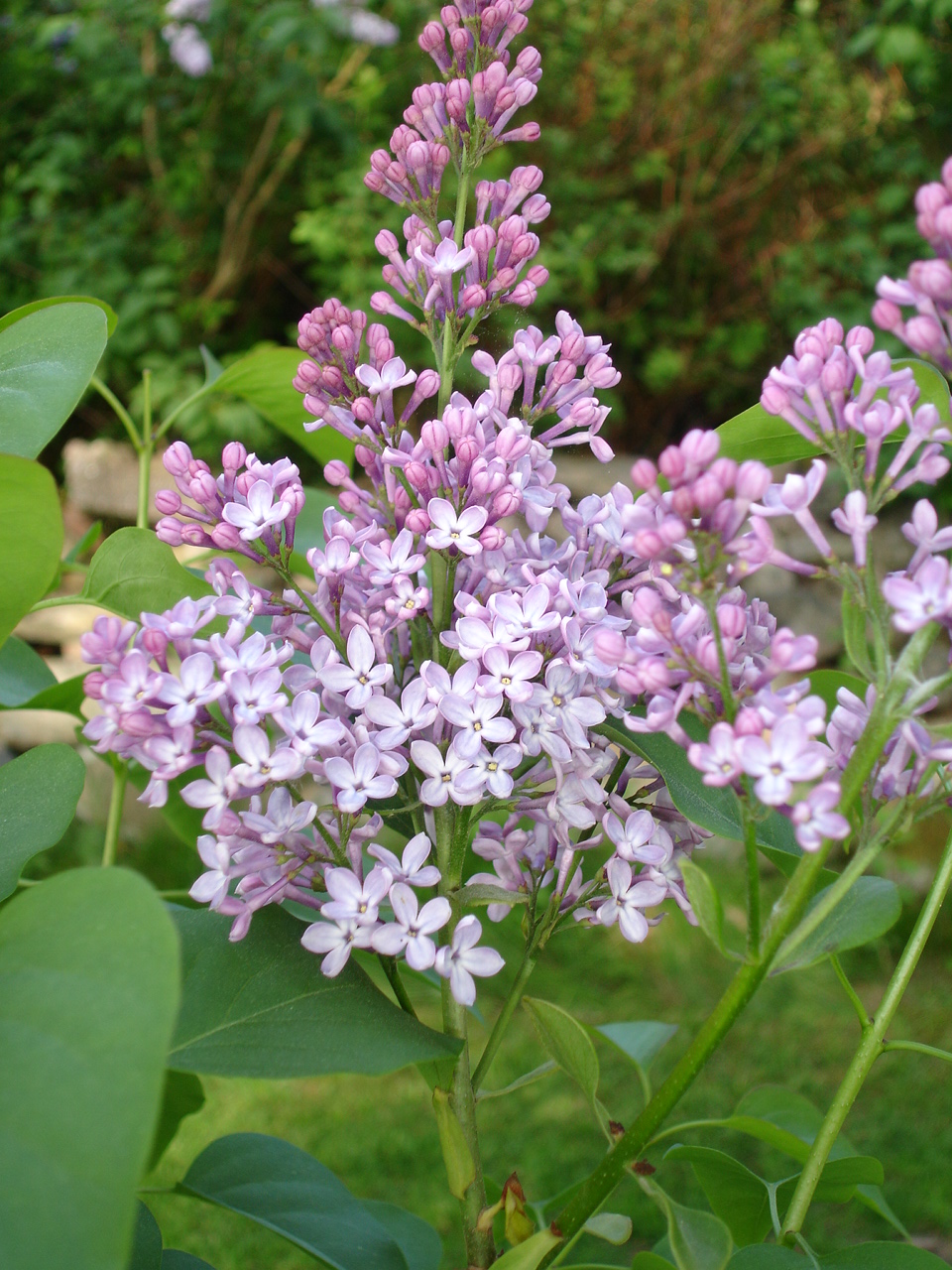
Lilà florit
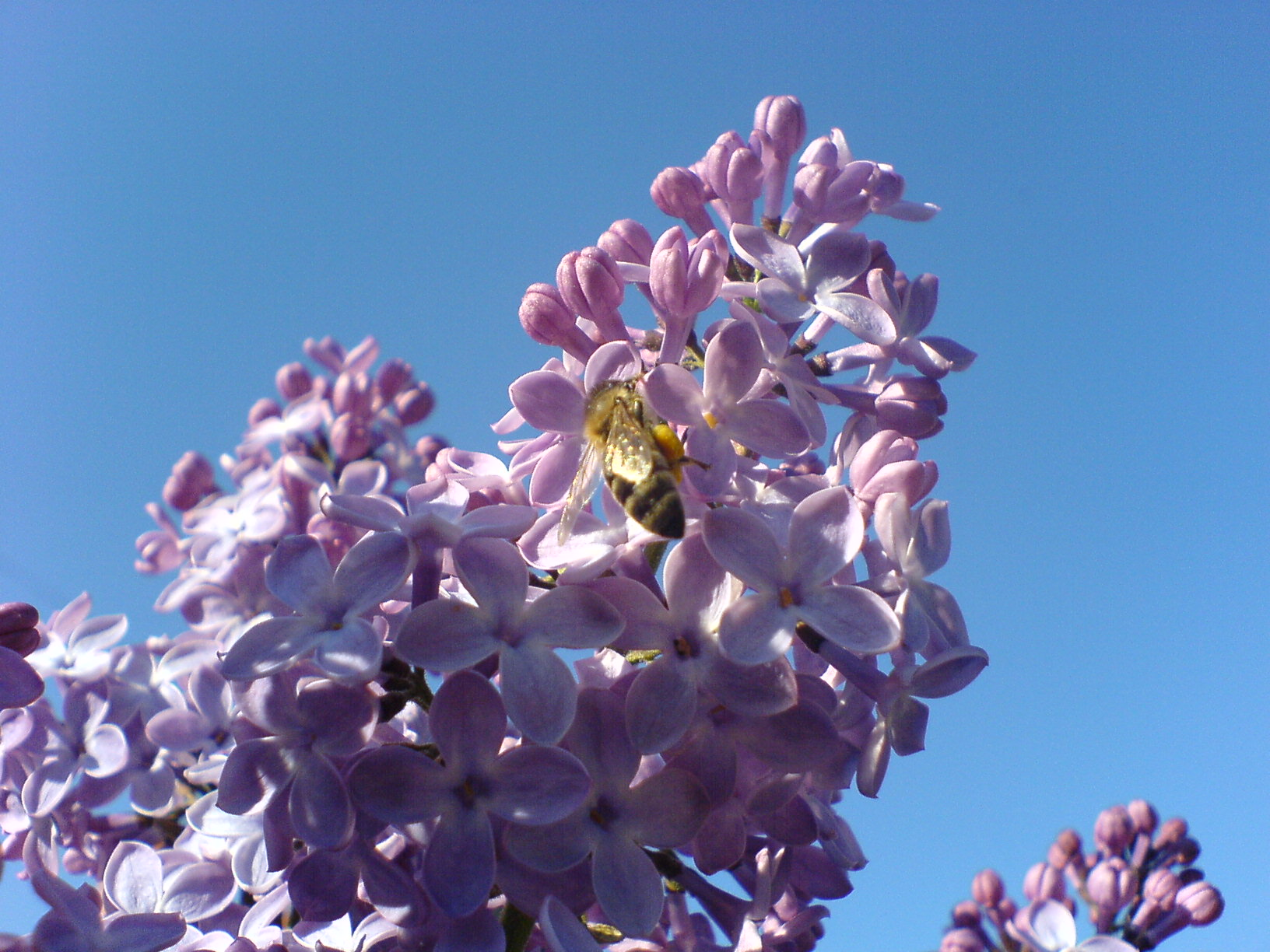
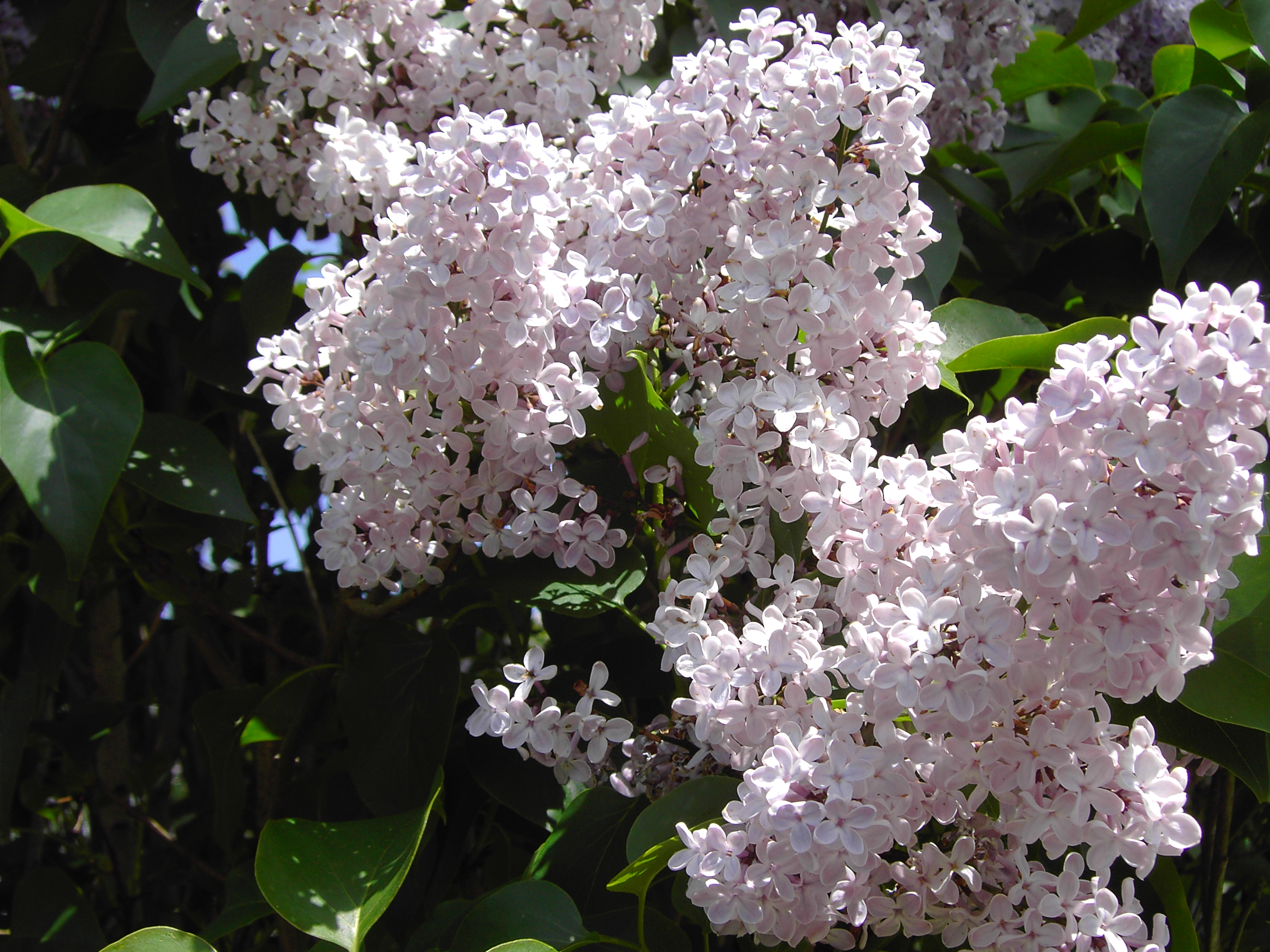